# Okap z Oknem
Okap z Oknem – okap w orograficznie lewych zboczach doliny Zimny Dół na terenie wsi Czułów, w gminie Liszki w województwie małopolskim. Pod względem geograficznym jest to obszar Garbu Tenczyńskiego w obrębie Wyżyny Krakowsko-Częstochowskiej.

## Opis obiektu
Znajduje się w skale Krowa zaliczanej do Grupy Krowy na zboczu położonym w kierunku północno-zachodnim nad Źródłem w Zimnym Dole. Skała znajduje się w lesie na średnio pochyłym zboczu. W skale jest półka i okap okrążające ją od północnego zachodu, zachodu i południa. Okap ma długość około 10 m, a jego wysięg dochodzi do 5 m. Na półkę z łatwością można wyjść od strony północno-zachodniej, na południową stronę natomiast opada ona pionową ścianą o wysokości dochodzącej do 6 m. Pod okapem na poziomie półki jest krótki korytarzyk tworzący okno skalne.
Okap powstał w wapieniach zrostkowych pochodzących z jury późnej. W całości jest jasny i suchy. Brak nacieków, na ścianach natomiast silnie rozwijają się glony.

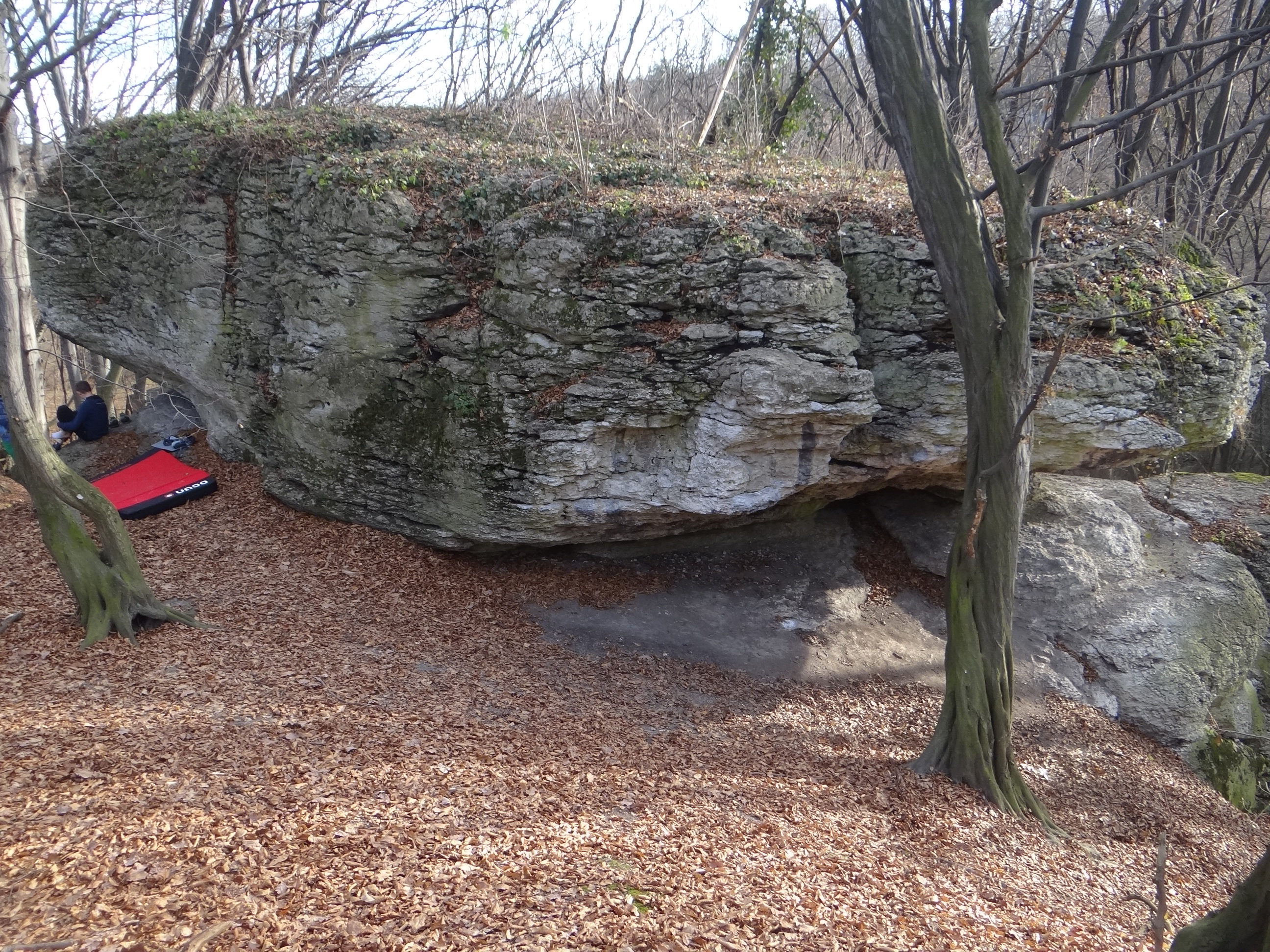
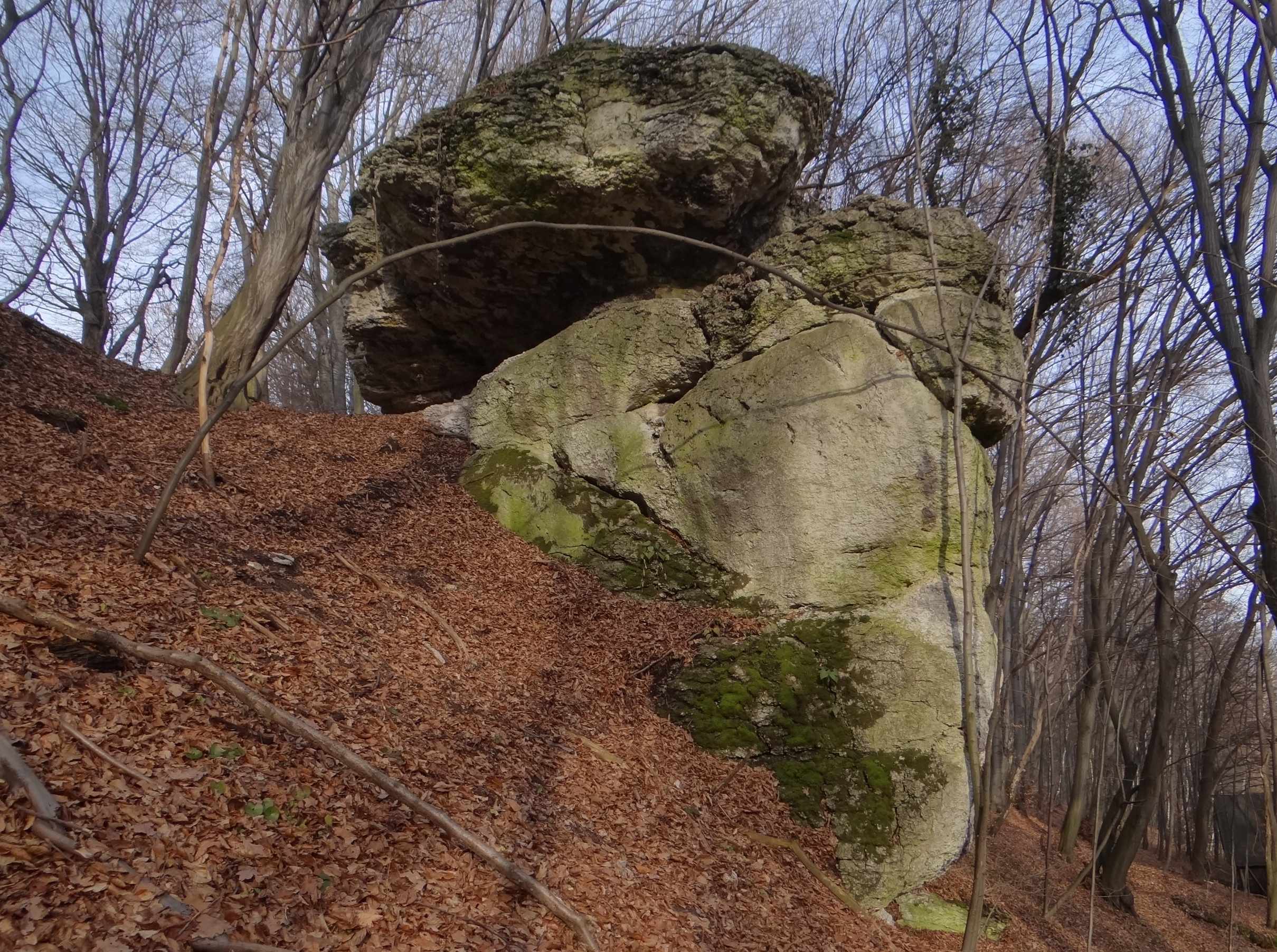
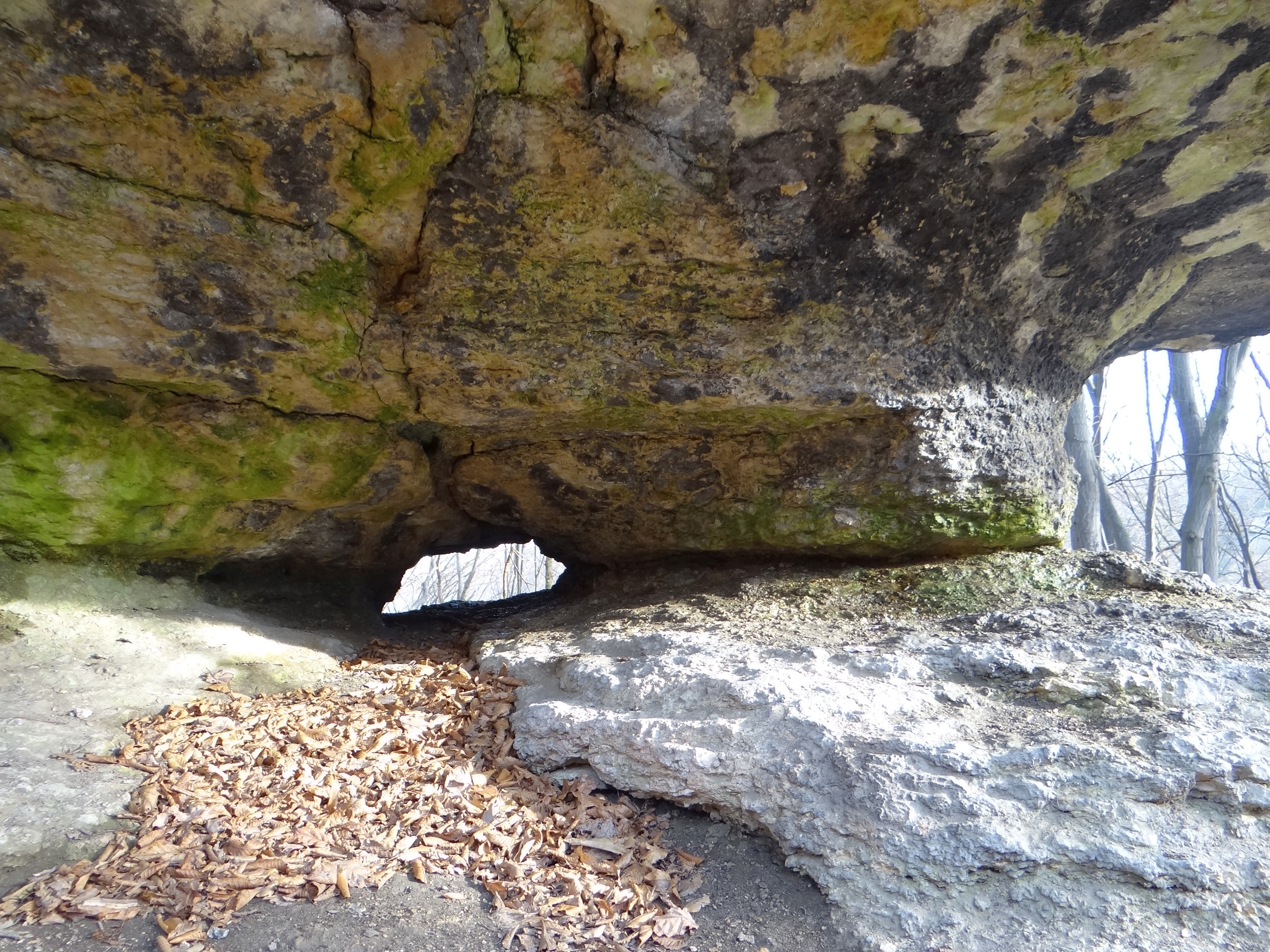

Okap nie był wzmiankowany w literaturze. Jego dokumentację opracowali A. Górny i M. Szelerewicz w listopadzie 1999 r. Plan jaskini opracował M. Szelerewicz.